# Walkossam
 Walkossam est un village du Cameroun situé dans la région de l'Adamaoua et le département du Faro-et-Déo. Il fait partie de la commune de Tignère.

## Population
En 1967, Walkossam comptait 70 habitants, principalement Koutine (ou Pere).
Lors du recensement de 2005, 885 personnes y ont été dénombrées.